# Kabanoss

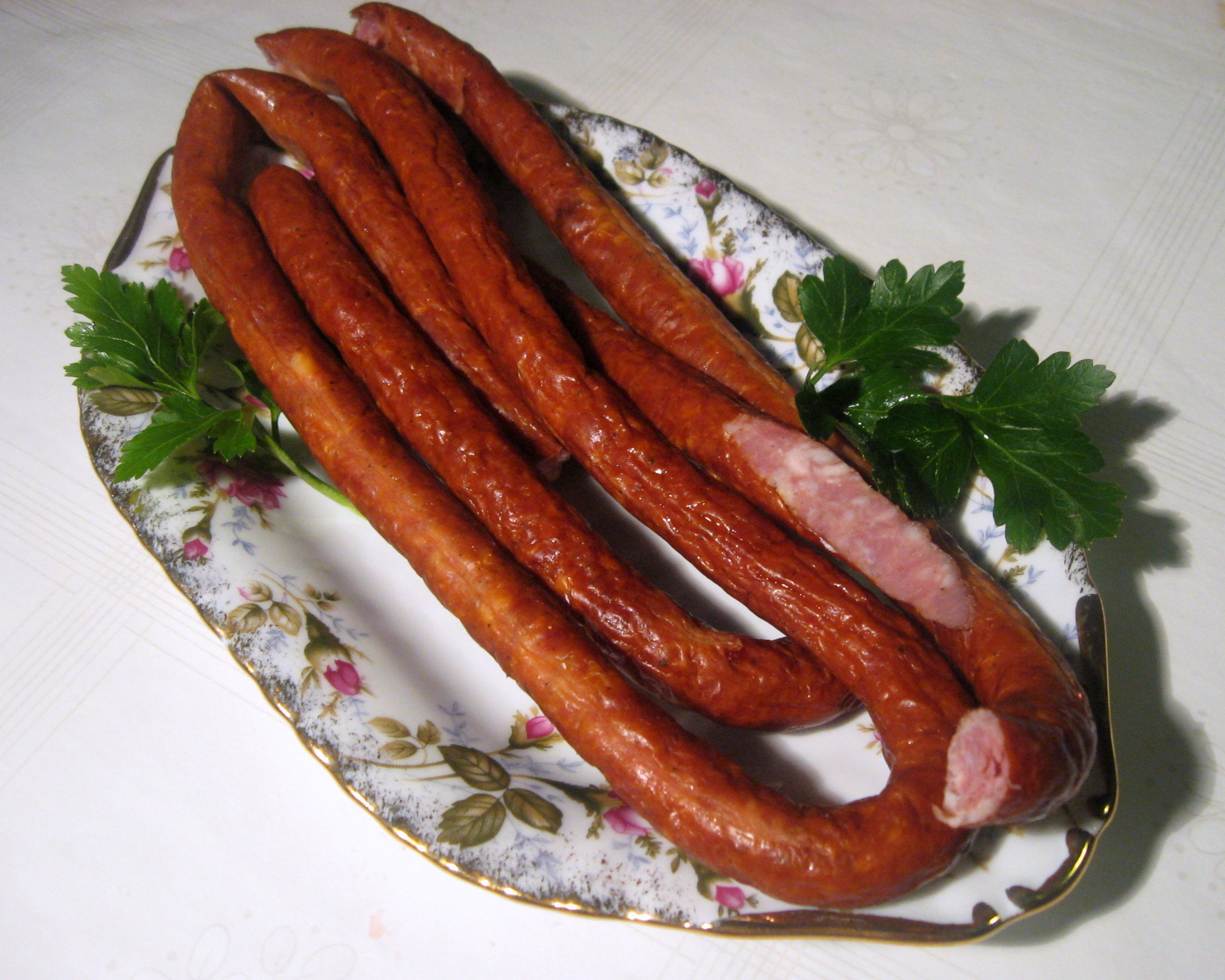
Kabanoss.

Kabanoss är en kryddad polsk korv som ofta är smal. Traditionellt säljs den i knippen och kan vara krökt på mitten. Kabanoss är en föregångare till svenska ölkorvar.
Polen är det enda landet som får använda sig av EU:s skyddade ursprungsbeteckning för denna korv. Andra länder har dock också rätt att tillverka korven. Kabanoss är populär i Östeuropa, Sydafrika, Australien och Nya Zeeland.
Kabanoss kan serveras stekt eller grillad till surkål. Kabanossgryta är en gryta baserad på fläskfilé och kabanosskorv samt paprika, oliver, syltlök och grädde. Torkad kabanoss kan förtäras som tilltugg.
Namnet kommer från turkiska ordet "kaban" som betyder galt (svin av hankön), som sedan tagits upp i slaviskt språkbruk.